# فرانک دابلدی (بازیگر)
فرانک دابلدی (انگلیسی: Frank Doubleday؛ زادهٔ ۲۸ ژانویهٔ ۱۹۴۵) هنرپیشه، بازیگر تئاتر، و بازیگر تلویزیون اهل ایالات متحده آمریکا است.
از فیلم‌ها یا برنامه‌های تلویزیونی که وی در آن نقش داشته‌است می‌توان به فرار از نیویورک، حمله به کلانتری ۱۳ و خانه به‌دوش‌ها اشاره کرد.